# Libenice (Borotín)
Libenice (německy Libenitz) jsou malá vesnice, část městyse Borotín v okrese Tábor v Jihočeském kraji. Nachází se asi čtyři kilometry severozápadně od Borotína. Prochází zde silnice II/120. Je zde evidováno 29 adres. V roce 2011 zde trvale žilo 61 obyvatel.
Libenice leží v katastrálním území Libenice u Tábora o rozloze 4,61 km². V katastrálním území Libenice u Tábora leží i Boratkov, Hatov, Předbojov a Sychrov.

## Historie
První písemná zmínka o vesnici pochází z roku 1436.

## Přírodní poměry
Jihozápadně od vesnice leží národní přírodní památka Stročov.

## Obyvatelstvo
| Rok            | 1869 | 1880 | 1890 | 1900 | 1910 | 1921 | 1930 | 1950 | 1961 | 1970 | 1980 | 1991 | 2001 | 2011 | 2021 |
| -------------- | ---- | ---- | ---- | ---- | ---- | ---- | ---- | ---- | ---- | ---- | ---- | ---- | ---- | ---- | ---- |
| Počet obyvatel | 209  | 188  | 186  | 174  | 178  | 160  | 145  | 101  | 87   | 94   | 69   | 47   | 56   | 61   | 46   |
| Počet domů     | 25   | 26   | 26   | 25   | 26   | 27   | 31   | 31   | 24   | 24   | 16   | 26   | 27   | 29   | 29   |

## Obecní správa
Při sčítání lidu v letech 1850–1975 Libenice byly samostatnou obcí, se kterým patřily nejprve do okresu Sedlčany, ale v roce 1950 v okrese Votice a od roku 1960 v okrese Tábor. Od 1. července 1975 jsou částí městyse Borotín v okrese Tábor. V letech 1850–1975 k obci patřily Boratkov, Hatov, Předbojov a Sychrov.

## Další fotografie

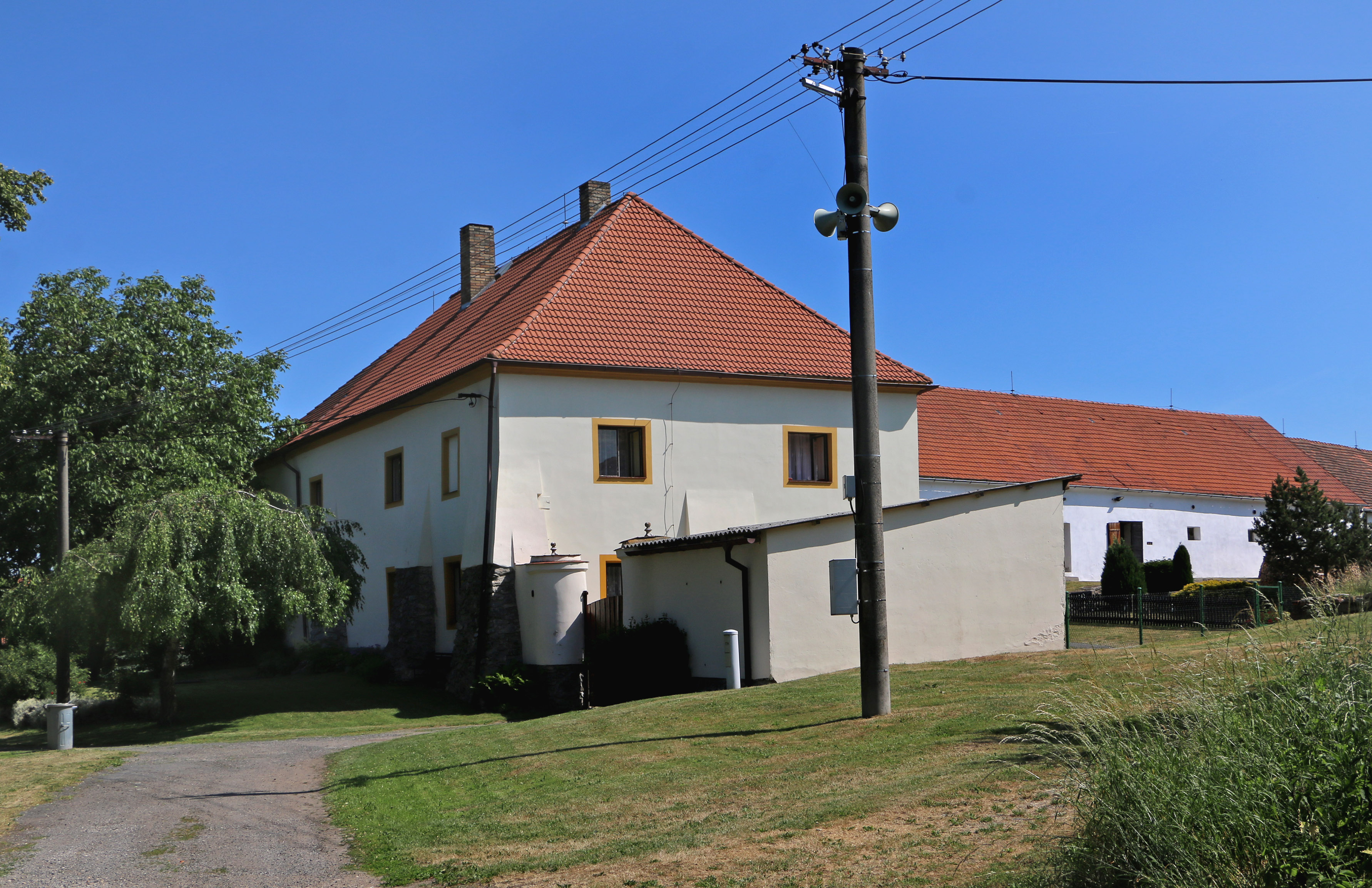
Přestavěná tvrz
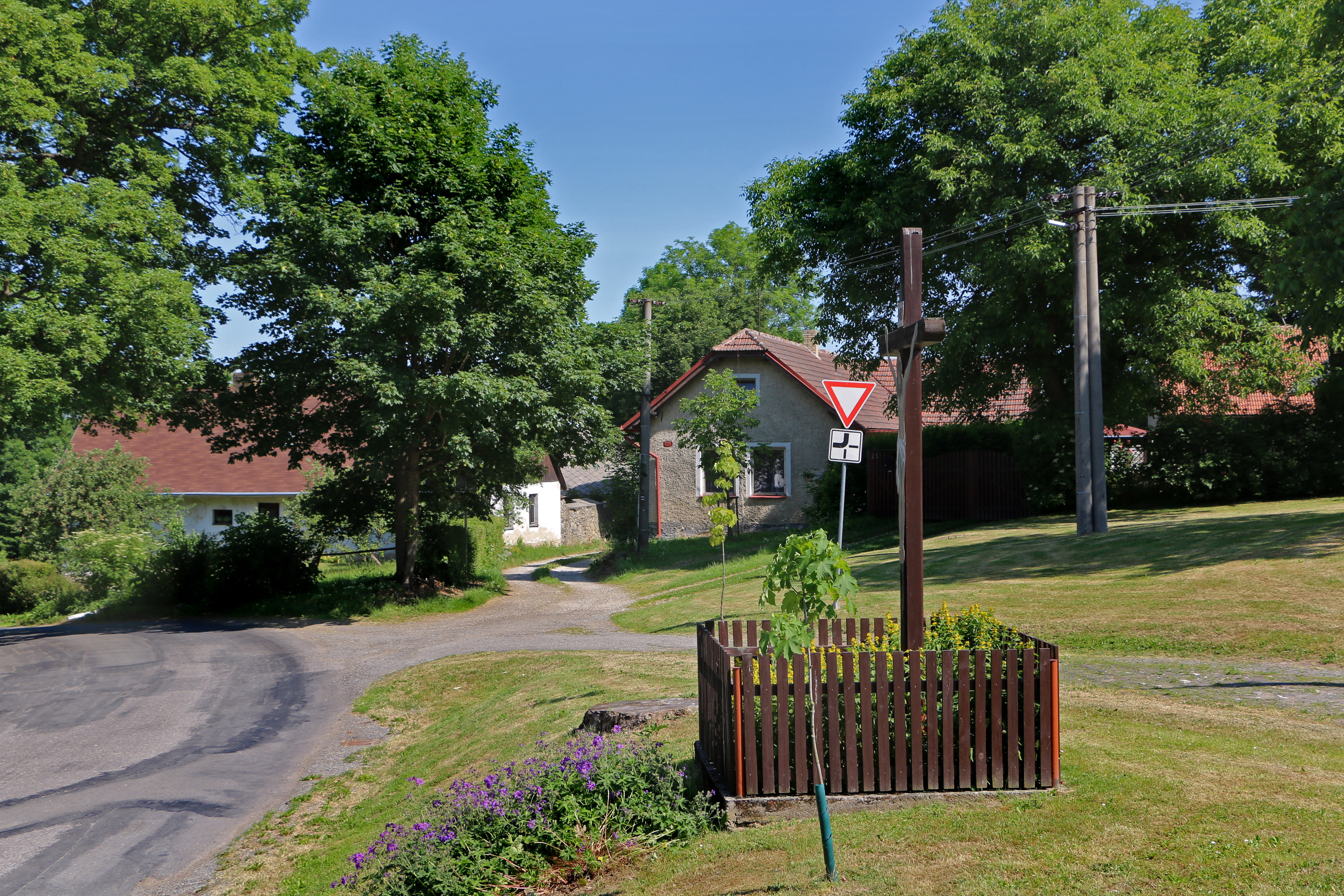
Křížek na návsi
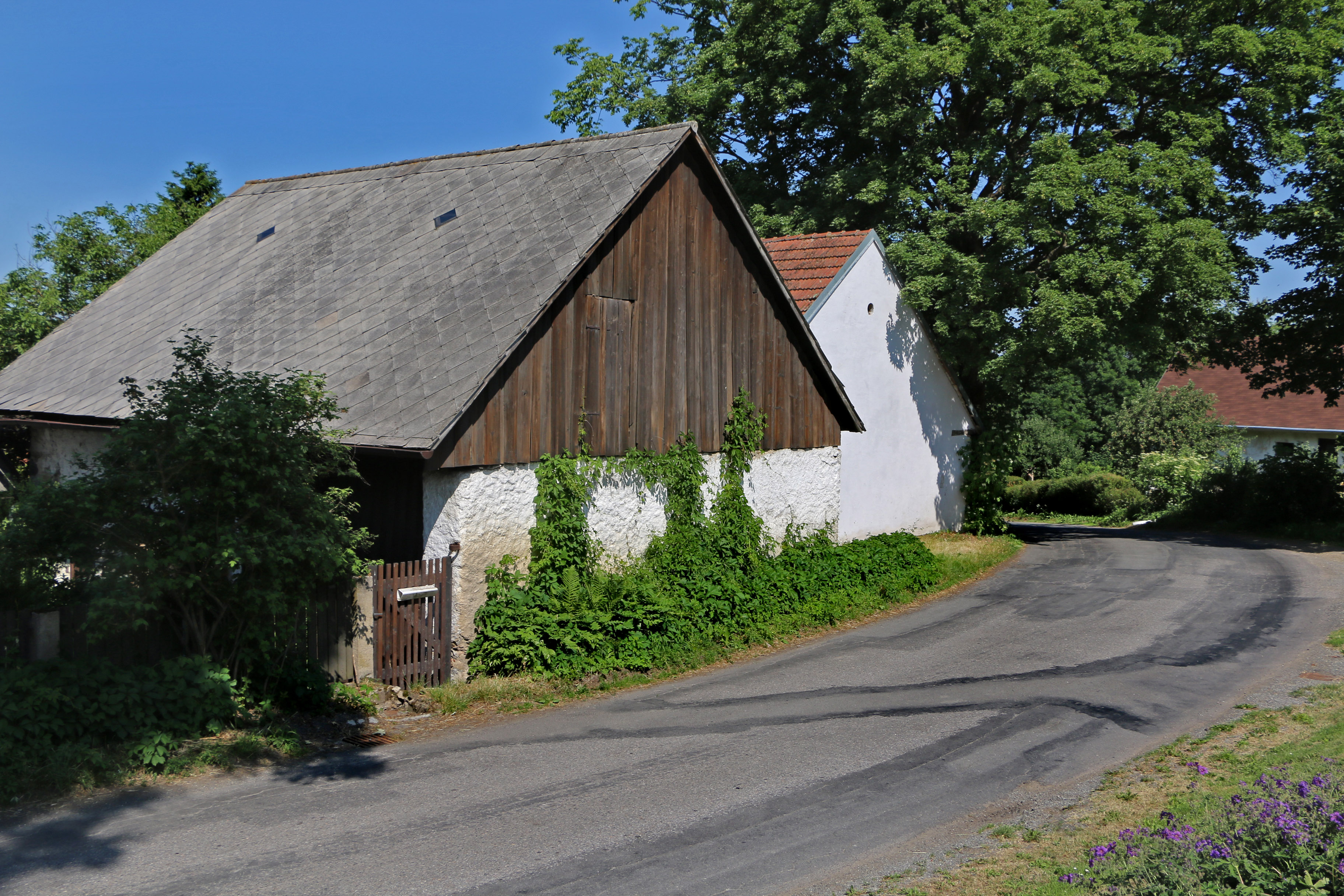
Dům čp. 5